# Sinești, Ialomița
Sinești este satul de reședință al comunei cu același nume din județul Ialomița, Muntenia, România. Satul a apărut în forma sa actuală în 1968, când au fost comasate satele deja existente Cloșca, Sineștii Noi și Sineștii Vechi.

## Legături externe
Materiale media legate de Sinești la Wikimedia Commons